# The 50 Greatest Cartoons
The 50 Greatest Cartoons: As Selected by 1,000 Animation Professionals é um livro de 1994 escrito pelo historiador de animações Jerry Beck, formado por artigos sobre os 50 curtas de animação mais marcantes produzido nos Estados Unidos da América. Este trabalho gerou diversas discussões e ainda costuma ser citado. A lista foi concebida coletando votos de 1000 profissionais da industria de animação.
Todos os curtas de animação desta lista têm menos de 30 minutos, com exceção de Gertie the Dinosaur.

## Top 50 Melhores Cartoons
| Posição | Título                                     | Estúdio       | Ano  | Diretor                             |
| ------- | ------------------------------------------ | ------------- | ---- | ----------------------------------- |
| 1       | What's Opera, Doc?                         | Warner Bros.  | 1957 | Chuck Jones                         |
| 2       | Duck Amuck                                 | Warner Bros.  | 1953 | Chuck Jones                         |
| 3       | The Band Concert                           | Disney        | 1935 | Wilfred Jackson                     |
| 4       | Duck Dodgers in the 24½th Century          | Warner Bros.  | 1953 | Chuck Jones                         |
| 5       | One Froggy Evening                         | Warner Bros.  | 1955 | Chuck Jones                         |
| 6       | Gertie the Dinosaur                        | Winsor McCay  | 1914 | Windsor McCay                       |
| 7       | Red Hot Riding Hood                        | MGM           | 1943 | Tex Avery                           |
| 8       | Porky in Wackyland                         | Warner Bros.  | 1938 | Bob Clampett                        |
| 9       | Gerald McBoing-Boing                       | UPA           | 1950 | Robert Cannon                       |
| 10      | King-Size Canary                           | MGM           | 1947 | Tex Avery                           |
| 11      | Three Little Pigs                          | Disney        | 1933 | Burt Gillett                        |
| 12      | Rabbit of Seville                          | Warner Bros.  | 1950 | Chuck Jones                         |
| 13      | Steamboat Willie                           | Disney        | 1928 | Walt Disney and Ub Iwerks           |
| 14      | The Old Mill                               | Disney        | 1937 | Wilfred Jackson                     |
| 15      | Bad Luck Blackie                           | MGM           | 1949 | Tex Avery                           |
| 16      | The Great Piggy Bank Robbery               | Warner Bros.  | 1946 | Bob Clampett                        |
| 17      | Popeye the Sailor Meets Sindbad the Sailor | Fleischer     | 1936 | Dave Fleischer                      |
| 18      | The Skeleton Dance                         | Disney        | 1929 | Walt Disney and Ub Iwerks           |
| 19      | Snow White                                 | Fleischer     | 1933 | Dave Fleischer                      |
| 20      | Minnie the Moocher                         | Fleischer     | 1932 | Dave Fleischer                      |
| 21      | Coal Black and de Sebben Dwarfs            | Warner Bros.  | 1943 | Bob Clampett                        |
| 22      | Der Fuehrer's Face                         | Disney        | 1943 | Jack Kinney                         |
| 23      | Little Rural Riding Hood                   | MGM           | 1949 | Tex Avery                           |
| 24      | The Tell-Tale Heart                        | UPA           | 1953 | Ted Parmelee                        |
| 25      | The Big Snit                               | NFB           | 1985 | Richard Condie                      |
| 26      | Brave Little Tailor                        | Disney        | 1938 | Bill Roberts                        |
| 27      | Clock Cleaners                             | Disney        | 1937 | Ben Sharpsteen                      |
| 28      | Northwest Hounded Police                   | MGM           | 1946 | Tex Avery                           |
| 29      | Toot, Whistle, Plunk and Boom              | Disney        | 1953 | Ward Kimball and Charles A. Nichols |
| 30      | Rabbit Seasoning                           | Warner Bros.  | 1952 | Chuck Jones                         |
| 31      | The Scarlet Pumpernickel                   | Warner Bros.  | 1950 | Chuck Jones                         |
| 32      | The Cat Came Back                          | NFB           | 1988 | Cordell Barker                      |
| 33      | Superman                                   | Fleischer     | 1941 | Dave Fleischer                      |
| 34      | You Ought to Be in Pictures                | Warner Bros.  | 1940 | Friz Freleng                        |
| 35      | Ali Baba Bunny                             | Warner Bros.  | 1957 | Chuck Jones                         |
| 36      | Feed the Kitty                             | Warner Bros.  | 1952 | Chuck Jones                         |
| 37      | Bimbo's Initiation                         | Fleischer     | 1931 | Dave Fleischer                      |
| 38      | Bambi Meets Godzilla                       | Independente  | 1969 | Marv Newland                        |
| 39      | Little Red Riding Rabbit                   | Warner Bros.  | 1944 | Friz Freleng                        |
| 40      | Peace on Earth                             | MGM           | 1939 | Hugh Harman                         |
| 41      | Rooty Toot Toot                            | UPA           | 1951 | John Hubley                         |
| 42      | The Cat Concerto                           | MGM           | 1946 | William Hanna and Joseph Barbera    |
| 43      | The Barber of Seville                      | Lantz         | 1944 | James Culhane                       |
| 44      | The Man Who Planted Trees                  | Frédéric Back | 1987 | Frédéric Back                       |
| 45      | Book Revue                                 | Warner Bros.  | 1946 | Bob Clampett                        |
| 46      | Quasi at the Quackadero                    | Independente  | 1975 | Sally Cruikshank                    |
| 47      | A Corny Concerto                           | Warner Bros.  | 1943 | Bob Clampett                        |
| 48      | The Unicorn in the Garden                  | UPA           | 1953 | William T. Hurtz                    |
| 49      | The Dover Boys                             | Warner Bros.  | 1942 | Chuck Jones                         |
| 50      | Felix in Hollywood                         | Pat Sullivan  | 1923 | Otto Messmer                        |